# $百萬BABY
「$百萬BABY」（ひゃくまんどるベイビー）は、1982年6月23日に発売されたJohnnyの2枚目のシングル。発売元はキングレコード。

## 解説
オリジナルアルバムには収録されず、発売から約2年の時を経た1984年発売の「Johnny　VS　横浜銀蝿」で初めてアルバムに収録された。
1997年発売の「Johnnyスペシャル〜ジェームスディーンのように〜」で初CD化された。
「土曜の夜はHighwayDanceで」の冒頭のセリフ「ねぇねぇJohnnyどっか連れてって」と言っているのは横山みゆきである。

## 収録曲
A面
1. $百萬BABY
  - 作詞：松本隆／作曲／編曲：Johnny

B面
1. 土曜の夜はHighwayDanceで
  - 作詞／作曲／編曲：Johnny

## カバー
$百萬BABY
- 嶋大輔がアルバム「夜露死苦 戦極襲」の中でカバー。（2006年9月21日）

土曜の夜はHighwayDanceで
- 嶋大輔がアルバム「大輔命II」の中でカバー。（1982年11月）